# На Поштанском Путу
На Поштанском Путу (њем. An der Poststraße) општина је у њемачкој савезној држави Саксонија-Анхалт. Једно је од 43 општинска средишта округа Бургенланд. Посједује регионалну шифру (AGS) 15084012.

## Географија
Површина општине износи 44,4 km². У самом мјесту је, према процјени из 2010. године, живјело 1.870 становника. Просјечна густина становништва износи 42 становника/km².